# 鐮刀莢蝶豆
鐮刀莢蝶豆（学名：Clitoria falcata）为豆科蝶豆屬下的一个种。